# Libona
Libona è una municipalità di terza classe delle Filippine, situata nella Provincia di Bukidnon, nella Regione del Mindanao Settentrionale.
Libona è formata da 14 baranggay:
- Capihan
- Crossing
- Gango
- Kiliog
- Kinawe
- Laturan
- Maambong
- Nangka
- Palabucan
- Poblacion
- Pongol
- San Jose
- Santa Fe
- Sil-ipon